# Lena Feringa
Lena Feringa is een Belgisch voormalig waterskiester.

## Levensloop
Feringa werd viermaal Belgisch kampioen (2002, 2003, 2004 en 2010) in de formule 1 van het waterskiën. Daarnaast werd ze tweemaal tweede (1999 en 2004) en tweemaal derde (1998 en 2011) in de Diamond Race.
In 2010 werd ze Europees kampioene in het Spaanse Cádiz. Daarnaast won ze tweemaal zilver (2002 en 2004) en eenmaal brons (2000) op een EK.
Sinds 2012 legde ze zich toe op triatlon, zo nam ze dat jaar onder meer deel aan de Norseman.
Van beroep is ze technoloog-medisch beeldvormer.